# Coulee Dam
Coulee Dam é uma cidade  localizada no estado norte-americano de Washington, no Condado de Douglas e Condado de Grant e Condado de Okanogan.

## Demografia
Segundo o censo norte-americano de 2000, a sua população era de 1044 habitantes.
Em 2006, foi estimada uma população de 1077, um aumento de 33 (3.2%).

## Geografia
De acordo com o United States Census Bureau tem uma área de
1,9 km², dos quais 1,8 km² cobertos por terra e 0,1 km² cobertos por água.

## Localidades na vizinhança
O diagrama seguinte representa as localidades num raio de 24 km ao redor de Coulee Dam.